# 蘆竹 (大字)
蘆竹，原稱蘆竹厝，是台灣桃園市蘆竹區的一個地名，位於該區中部偏西。相較於今日行政區，其範圍大致為蘆竹里不含西部凸出部分及南部靠近牛角坡尾聚落的一小塊地、富竹里北部（桃園大圳第2-16號池外圍北側及東側的兩小區域）。

## 歷史
台灣清治末期至日治前期，蘆竹地區為一街庄，稱為「蘆竹厝庄」，隸屬於桃澗堡。該庄北與竹圍庄為鄰，東與南崁內厝庄、南崁下庄，南邊及西邊為大竹圍庄。
1901年（日治明治三十四年）11月，全台廢縣廳改設二十廳，該庄隸屬於桃仔園廳。1903年（明治三十六年），改名桃園廳。1909年（明治四十二年）10月，合併二十廳為十二廳，該庄隸屬不變。1920年（大正九年），該庄改制並改名為「蘆竹」大字，隸屬於新竹州桃園郡蘆竹庄。
戰後蘆竹庄改制為蘆竹鄉，隸屬於新竹縣，大字亦改制為村。1950年桃、竹、苗分治，蘆竹鄉改隸屬於桃園縣。2014年12月桃園縣升格為直轄桃園市，蘆竹鄉改制為蘆竹區，村亦改制為里。

## 聚落
本地區發展較早的聚落有水尾、尾股、八股、豬圍仔、中股、大坡尾、大園、蘆竹厝城仔、瓦厝仔、新厝仔、頭厝、黑腳坡腳、頂股等，在日治期初期的官方地圖上已有記載。此外，本地區尚有頂水尾、溪洲、下河底、瓦窯等聚落。

## 交通
省道台4線（南崁路二段）是竹圍到石門的幹道，大致先以北北西—南南東走向轉西北—東南走向經過蘆竹地區北部，再以同方向經過東北角。由該道路向北北西可前往竹圍地區北部的省道台15線路口，向東南轉南南東可前往南崁、桃園、八德等地。
省道台31線又稱「高鐵橋下桃園段道路」，是蘆竹至湖口與高鐵併行的平面幹道，其東北側端點位於本地區東北角省道台4線路口。由此向西南西轉西南出境後，可前往國道2號大竹交流道及大園、中壢、新屋、楊梅、湖口的高鐵沿線各地。
區道桃15線（富國路三段～二段）是水尾至埔子的道路，也是本地區主要的縱貫道路，其北側端點位於本地區東北部省道台4線路口。由此向南轉南南西再轉南南東，出境後可前往埔子並止於市道110號路口。
區道桃17線（蘆竹街、蘆興街）是蘆竹至桃園市區的道路，其北側端點位於本地區中部蘆竹聚落的區道桃15線路口。由此向東北東至下河底蘆興街轉向南蜿蜒而行，出境後轉向東南可前往桃園市區並止於省道台1線萬壽路、復興路路口。
區道桃19線（八股路）是水尾至大竹的道路，其北側端點位於本地區北部水尾聚落西北側的省道台4線路口。由此向西南蜿蜒而行，出境後可前往北油池、大華、大坡腳、大竹並止於市道110號路口。

## 學校
- 蘆竹國小